# Swedeways

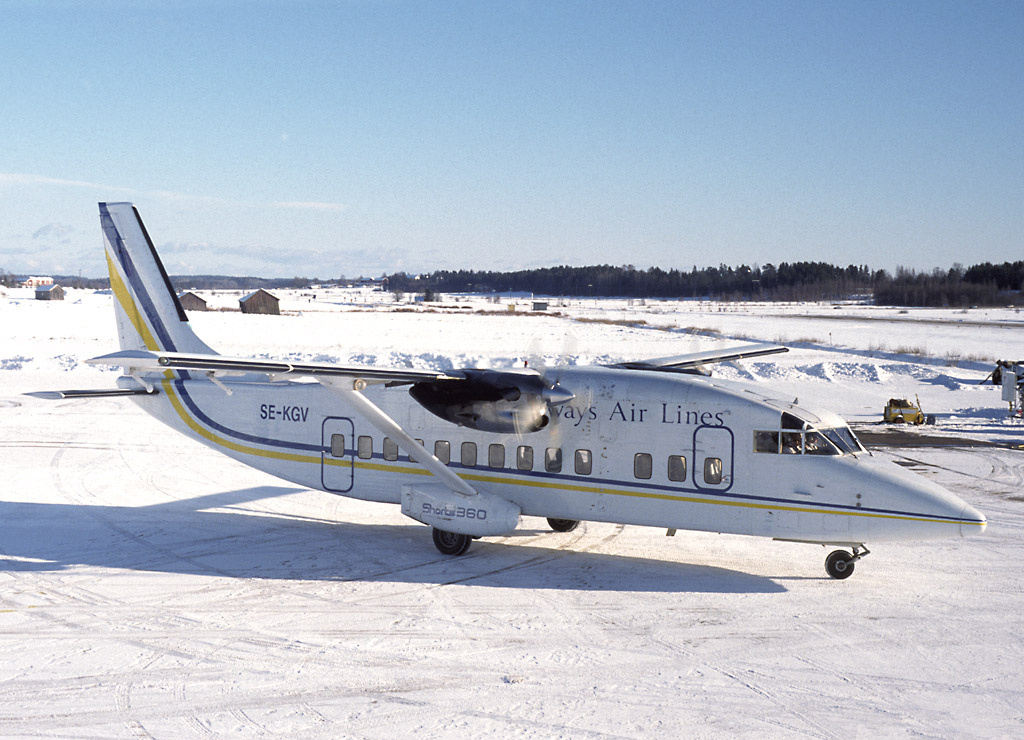
Short 360 der Fluggesellschaft am Flughafen Hudiksvall (1998)

Swedeways war eine schwedische Fluggesellschaft.

## Hintergrund
Im Jahr 1993 wurde unter dem Namen Holmström Air Hudiksvall eine Fluggesellschaft gegründet, die im Juli 1994 die Fluggenehmigung der EU erhielt. Nach dem Konkurs der Gesellschaft wurde Swedeways 1997 als Nachfolger gegründet.
Die Gesellschaft trat als Regionalfluggesellschaft innerhalb Schwedens in Erscheinung. Hierzu nutzte die Gesellschaft eine insbesondere aus Short-360-Flugzeugen bestehende Flotte. Die Gesellschaft war in Hudiksvall beheimatet, vom lokalen Flughafen Hudiksvall wurde insbesondere regelmäßig die Strecke nach Stockholm zum Flughafen Stockholm/Arlanda bzw. Flughafen Stockholm/Bromma bedient. Später stellte die Fluggesellschaft den Betrieb ein.